# العلاقات المالديفية السويسرية
العلاقات المالديفية السويسرية هي العلاقات الثنائية التي تجمع بين المالديف وسويسرا.

## مقارنة بين البلدين
هذه مقارنة عامة ومرجعية للدولتين:
| وجه المقارنة                                              | [[تصنيف:صفحات تستخدم رمز علم غير موجود\|]] المالديف | سويسرا                                                                                      |
| --------------------------------------------------------- | --------------------------------------------------- | ------------------------------------------------------------------------------------------- |
| المساحة (كم2)                                             | 298                                                 | 41.28 ألف                                                                                   |
| عدد السكان (نسمة)                                         | 436.33 ألف                                          | 8.21 مليون                                                                                  |
| الكثافة السكانية (ن./كم²)                                 | 146.42 ألف                                          | 198.89                                                                                      |
| العاصمة                                                   | ماليه                                               | برن                                                                                         |
| اللغة الرسمية                                             | اللغة الديفهي                                       | اللغة الألمانية، اللغة الإيطالية، لغة فرنسية، اللغة الرومانشية، الألمانية السويسرية الموحدة |
| العملة                                                    | روفيه مالديفية                                      | فرنك سويسري                                                                                 |
| الناتج المحلي الإجمالي (بليون دولار)                      | 4.60 مليار                                          | 678.89 مليار                                                                                |
| الناتج المحلي الإجمالي (تعادل القوة الشرائية) بليون دولار | 5.23 مليار                                          | 518.07 مليار                                                                                |
| الناتج المحلي الإجمالي الاسمي للفرد دولار أمريكي          | 8.39 ألف                                            | 80.94 ألف                                                                                   |
| الناتج المحلي الإجمالي للفرد دولار أمريكي                 | 12.53 ألف                                           | 59.54 ألف                                                                                   |
| مؤشر التنمية البشرية                                      | 0.706                                               | 0.930                                                                                       |
| رمز المكالمات الدولي                                      | +960                                                | +41                                                                                         |
| رمز الإنترنت                                              | .mv                                                 | .ch، .swiss ‏                                                                                |
| المنطقة الزمنية                                           | ت ع م+05:00                                         | توقيت وسط أوروبا، ت ع م+01:00، ت ع م+02:00، أوروبا/زيورخ ‏                                   |

## منظمات دولية مشتركة
يشترك البلدان في عضوية مجموعة من المنظمات الدولية، منها:
| علم المنظمة | اسم المنظمة                        | تاريخ انضمام المالديف | تاريخ انضمام سويسرا |
| ----------- | ---------------------------------- | --------------------- | ------------------- |
|             | مؤسسة التمويل الدولية              | 2 فبراير 1983         | 29 مايو 1992        |
|             | منظمة حظر الأسلحة الكيميائية       | ?                     | ?                   |
|             | يونسكو                             | 18 يوليو 1980         | 28 يناير 1949       |
|             | الاتحاد الدولي للاتصالات           | 28 فبراير 1967        | 1866                |
|             | الأمم المتحدة                      | 21 سبتمبر 1965        | 10 سبتمبر 2002      |
|             | منظمة الشرطة الجنائية الدولية      | ?                     | ?                   |
|             | البنك الدولي للإنشاء والتعمير      | 13 يناير 1978         | 29 مايو 1992        |
|             | الاتحاد البريدي العالمي            | ?                     | ?                   |
|             | منظمة التجارة العالمية             | ?                     | ?                   |
|             | مؤسسة التنمية الدولية              | 13 يناير 1978         | 29 مايو 1992        |
|             | بنك التنمية الآسيوي                | 1978                  | 1967                |
|             | وكالة ضمان الاستثمار متعدد الأطراف | 19 مايو 2005          | 12 أبريل 1988       |

## وصلات خارجية
- موقع وزارة الخارجية المالديفية
- موقع وزارة الخارجية السويسرية